# Абастумани (село, Адигенский муниципалитет)
Абастумани (груз. აბასთუმანი) — село в Грузии, на территории Адигенского муниципалитета края (мхаре) Самцхе-Джавахети.

## География
Село находится в южной части Грузии, на левом берегу реки Оцхе, на расстоянии приблизительно 10 километров (по прямой) к северо-востоку от посёлка городского типа Адигени, административного центра муниципалитета. Абсолютная высота — 1206 метров над уровнем моря.

## Население
По результатам официальной переписи населения 2014 года, в Абастумани проживало 256 человек (133 мужчины и 123 женщины). В национальной структуре населения грузины составляли 85,2 %, армяне — 10,2 %, турки — 2,7 %, азербайджанцы — 1,2 %.
| Год  | Население, человек |
| ---- | ------------------ |
| 2002 | 371                |
| 2014 | ↘ 256              |